# نیکلاس بیشاپ
نیکلاس بیشاپ (به انگلیسی: Nicholas Bishop) بازیگر انگلیسی استرالیایی است. وی بیشتر به خاطر نقش خود به عنوان کارآگاه پیتر بیکر در سریال تلویزیونی خانه و دوری شناخته شده‌است.

## اوایل زندگی
بیشاپ در سویندون انگلیس متولد شد. والدینش وقتی شش ماه داشت به استرالیا مهاجرت کردند و در کانبرا، سرزمین پایتخت استرالیا اقامت گزیدند. پدر وی افسر و دیپلمات سابق ارتش استرالیا بود. بیشاپ در کالج رادفورد در کانبرا تحصیل کرد.
او در سال ۱۹۹۶ از انستیتوی ملی هنرهای نمایشی استرالیا (NIDA) با مدرک هنرهای نمایشی (بازیگری) فارغ‌التحصیل شد و از سال ۱۹۹۷به عنوان مدرس بازیگری به‌طور منظم در آنجا فعالیت می‌کند و در سریال‌های مختلف نقش مهمان و اصلی داشته‌است.وی سفیر روز استرالیا در سال ۲۰۰۶ بود.

## زندگی شخصی
بیشاپ در حال حاضر در غرب هالیوود اقامت دارد. وی دو فرزند با کلر اسمیت، به نام‌های آوا (متولد ۲۰۰۶) و هریسون (متولد ۲۰۰۹) دارد.

## فیلم‌ها
- پرستاران: نیکلاس کرول (۱ قسمت)
- خانه و دوری: پیتر بیکر (۱۶۴ قسمت)
- شیادها: پلامی (۱ قسمت)
- ان‌سی‌آی‌اس: لس آنجلس: دیوید اینمن (۱ قسمت)
- سی‌اس‌آی: تام اسکولا (۱ قسمت)
- کسل: رئیس آتش‌نشانی (۱ قسمت)
- امور پنهانی: رایان مک کوئید (نقش اصلی)[۸]